# Basílica de San Gregorio Ostiense
La Basílica de San Gregorio Ostiense es un edificio religioso situado en el municipio de Sorlada (Navarra), a la vera del Camino de Santiago, sobre la loma de un cerro, el Alto de Piñalba, y administrado por los Hermanos Maristas residentes en la vecina localidad de Ancín. El templo es una destacada construcción de estilo barroco donde sobresale su monumental portada. Está dedicado a San Gregorio Ostiense, que fuera obispo de Ostia (Italia), fallecido en la cercana ciudad de Logroño en 1044. La tumba, según la tradición, fue descubierta a mediados del siglo XIII por Pedro Ximénez de Gazólaz, obispo de Pamplona, y Sancho de Axco, obispo de Bayona, «gracias a unas milagrosas luces.»
En la iglesia se conservan las reliquias de este obispo y, especialmente, un relicario, una cabeza de plata, del santo con gran devoción y arraigo popular en toda España, no sólo en las comarcas próximas, al considerar al santo como especial protector de campos y cosechas.

## Historia
Bajo un titular diferente, San Salvador de Pinnana aparece en la documentación por primera vez este templo cuando el rey de Pamplona, Sancho IV el de Peñalén en 1075 dona al monasterio a Santa María de Nájera. Y «hacia mediados del siglo XIII el templo de San Salvador da paso a la primitiva iglesia de San Gregorio, de la que apenas quedan restos.» No hay constancia del momento y de la circunstancia que llevó al cambio de titular pero tampoco era un hecho insólito ni aislado especialmente con «la popularización de santos sanadores, tanto de la peste como del oído, y la presencia de un ramal secundario vinculado al Camino de Santiago [que] tal vez pudieron contribuir al cambio de titular.»

### San Gregorio Ostiense, santo titular
A medio camino entre la historia y la leyenda, el cardenal y obispo de Ostia, bibliotecario apostólico del papa Juan XVIII en Roma, fue enviado por Benedicto IX a tierras del Reino de Pamplona en 1039, durante el reinado de García el de Nájera, había muerto el 9 de mayo de 1044 en Logroño, durante una visita pastoral para contrarrestar exitosamente una plaga de langosta. Cargados sus restos sobre los lomos de una borrica murió el animal sobre el Alto de Piñalba o Piñava. Por ello se levantó un templo sobre el lugar donde se guardaron sus restos en un arca recia, cubierta de plata.
Este relato legendario fue creciendo y la propagación entre los feligreses de las virtudes milagrosas del relicario de plata, en forma de cabeza, traspasó las tierras cercanas iniciales, del Valle de la Berrueza, para extenderse por el resto de Navarra, Álava, La Rioja y el resto de España que enviaban a vecinos a recoger agua que les protegiera de «los terribles efectos de las plagas» que azotaban sus campos.

### La cofradía: la devoción relacionada con el santo y su difusión
En fecha temprana se confirma documentalmente, en el Libro del Rediezmo de 1268, «tanto la nueva titularidad como la presencia de una cofradía dedicada al santo.» En concreto, en el documento aparecen mencionadas cuatro cofradías: San Gregorio, en la Berrueza; San Fausto, en Valdeallín; Isasperri, en Araquil, y Burrin, en Esteríbar.
La Cofradía de San Gregorio Ostiense, en palabras del investigador e historiador, Roldán Jimeno, “fue desde el siglo XIV hasta el siglo XIX el centro sociorreligioso más importante de Navarra y uno de los más destacados de la Península”. Contribuyó a tal alcance el hecho de que el benedictino fray Andrés de Salazar publicara en 1624 su Historia de San Gregorio de Piñava, Obispo de Ostia, Cardenal de la Santa Iglesia de Roma, y su Bibliothecario, y Legado à Latere, «libro destinado básicamente a dar a conocer al santo, justificar la importancia de sus reliquias y ofrecer una explicación hagiográfica a los centenares de fieles que acudían a recoger su agua milagrosa. La impresión de 1.500 ejemplares, cifra nada despreciable para la época, supuso una inversión considerable y fue costeada por la propia cofradía.» Pero la bibliografía sobre San Gregorio Ostiense «es muy copiosa» durante los siglos XVI, XVII y XVIII, donde destacan otros tratadistas, además de Andrés de Salazar, como Constantino Cayetano o Gaspar Miranda Argáiz, obispo de Pamplona, Juan Pedro Moreno Arias o Luis de Valdivia. «En el siglo XIX la atención se desvía hacia su bella ermita de Sorlada y, desde que la descubrió Pedro de Madrazo, las historias del arte español la citan con la misma reiteración que lo hacían los escritores hagiográficos a su titular, en la centurias anteriores.»
Toda esta creciente devoción por el santo y sus virtudes llegó al mismo trono real español, en el siglo XVIII, y se tiene noticia del requerimiento de Fernando VI, en 1756, para que el relicario recorriera las regiones de Teruel, Valencia, Alicante, Murcia, Extremadura y Andalucía como paliativo que ayudara a exterminar una pertinaz plaga de langosta que desolaba aquellos campos por tales fechas.
A pesar de que en la actualidad ha perdido «peso e importancia devocional, sin embargo este santuario fue entre el siglo XVI y el XVIII el centro socio religioso más importante de Navarra, así como uno de los más activos de toda España gracias a la protección que el Santo desplegaba sobre los campos y las cosechas, en una sociedad eminentemente rural.»

## Arte y arquitectura
De la antigua ermita de San Salvador no quedan restos mientras que aún se conservan del edificio del siglo XIII vestigios en el muro del lado del evangelio del templo que conocemos en la actualidad. La estratégica y especial ubicación del lugar ha servido con fines militares siendo, por ello, también objeto de destrozos como los ocurridos a principios del siglo XVI con la conquista de Navarra por Castilla. Será entre finales del siglo XVII y durante casi todo el siglo XVIII (1694-1771) cuando se construya el nuevo conjunto ahora conocido.
La iglesia actual presenta en planta un edificio de cruz latina «con un curioso crucero trebolado». En los siglos XVII y XVIII se adosa la imponente torre y su monumental portada.

### Exterior
La primera iglesia sería de estilo prerrománico, o románico temprano, y habría sido construida en el siglo XI. Pero fue reformada tan seriamente durante del siglo XVII y el siglo XVIII, adquiriendo la forma actualmente conocida, que posiblemente han quedado enmascarados vestigios de elementos constructivos de reformas en épocas intermedias. Con todo «presenta sólidos muros de sillería y unos interesantes juegos de volúmenes, aunque las estructuras curvas del interior se transforman en cuerpos poligonales.»

#### Portada
Situada en el lado de la epístola, iniciada en 1691, se sabe por la documentación que intervinieron entre 1694 y 1713 varios autores como Vicente Frías y su taller, continuado por Francisca de Larraona, su viuda, y Juan Antonio San Juan, que desde 1710 se ocupó de la parte escultórica.
Recordando a la portada de la Iglesia de Santa María de Viana, de estilo renacentista, está «compuesta por cinco calles y dos cuerpos sobre basamento doble.» Estos últimos está enmarcados por características columnas salomónicas además de pilares de capitel compuesto. En las hornacinas laterales se presentan imágenes de San Pedro y San Pablo. La profusa ornamentación, realizada en yeso, con el paso de los años se ha ido perdiendo.

#### Torre
Es una torre «grandiosa y monumental, más de lo que requería una iglesia ubicada en tal emplazamiento.» Levantada hacia 1718 por el maestro vizcaíno Juan de Larrea, residente entonces en Falces, en colaboración con el cantero Ignacio de Ondaiza y con Lucas de Mena, un retablista de Estella que se ocupó de la parte decorativa como pináculos y capiteles del último de los tres cuerpos que la componen. Es un cuerpo, además, octogonal, en contraste con los dos inferiores, rectangulares. En cada uno de los tres cuerpos se emplea uno de los órdenes clásicos, dórico, jónico y corintio, respectivamente, de abajo a arriba. En el entorno comarcal, posteriormente, se levantaran torres similares. Se pueden ver en Sorlada, Mues y Piedramillera.

Exterior de la basílica
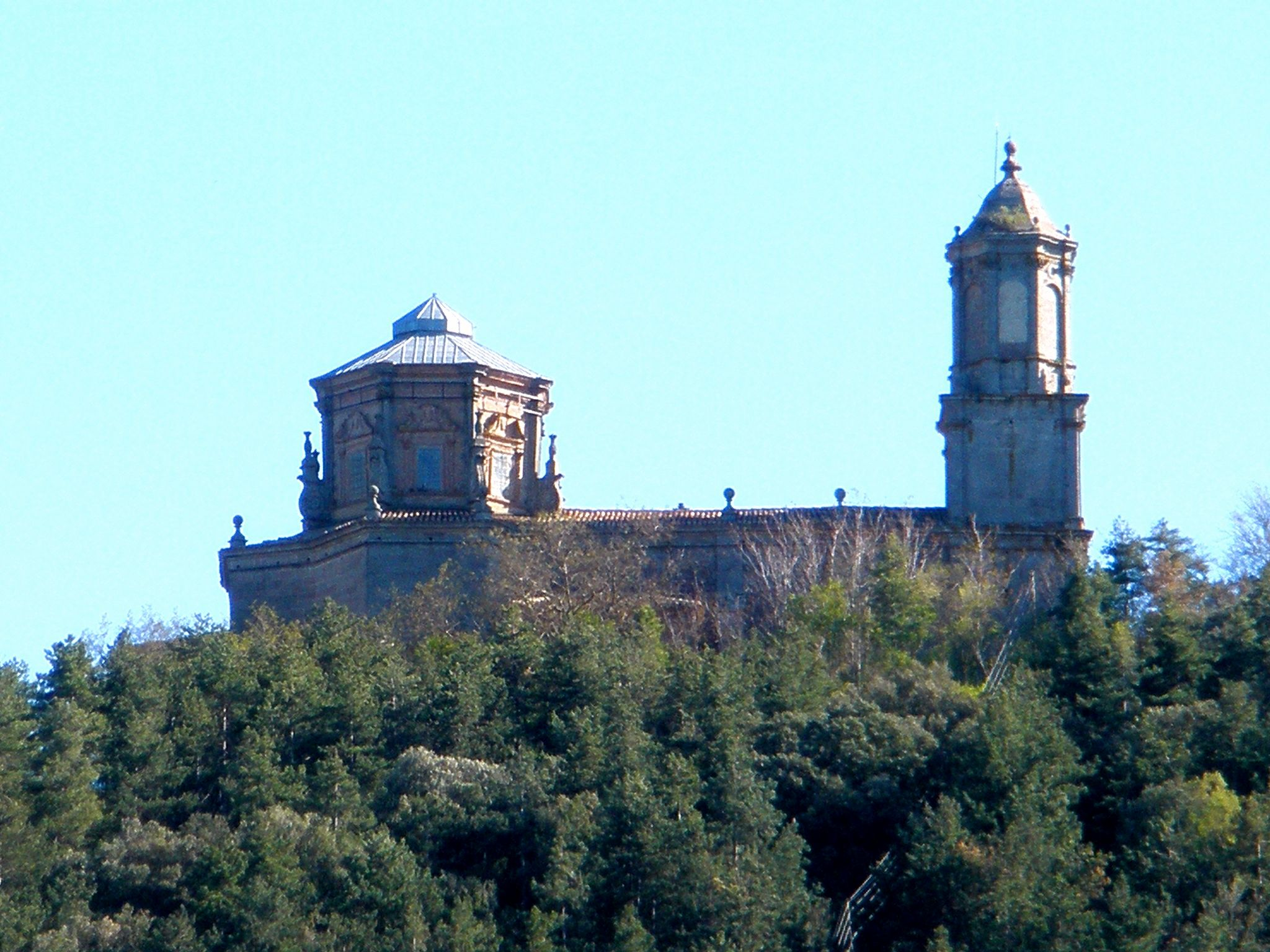
El templo visto desde Sorlada
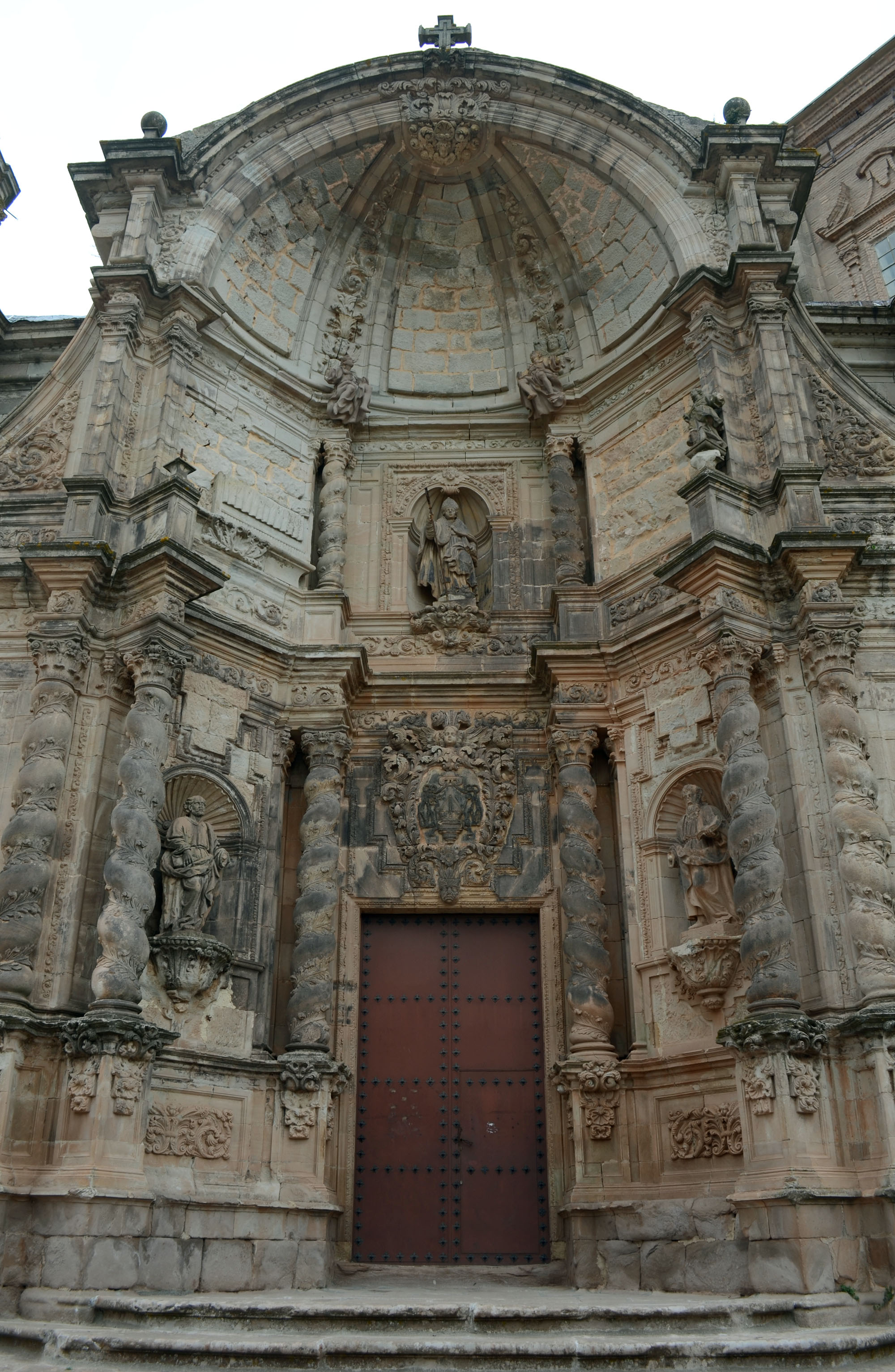
Portada barroca
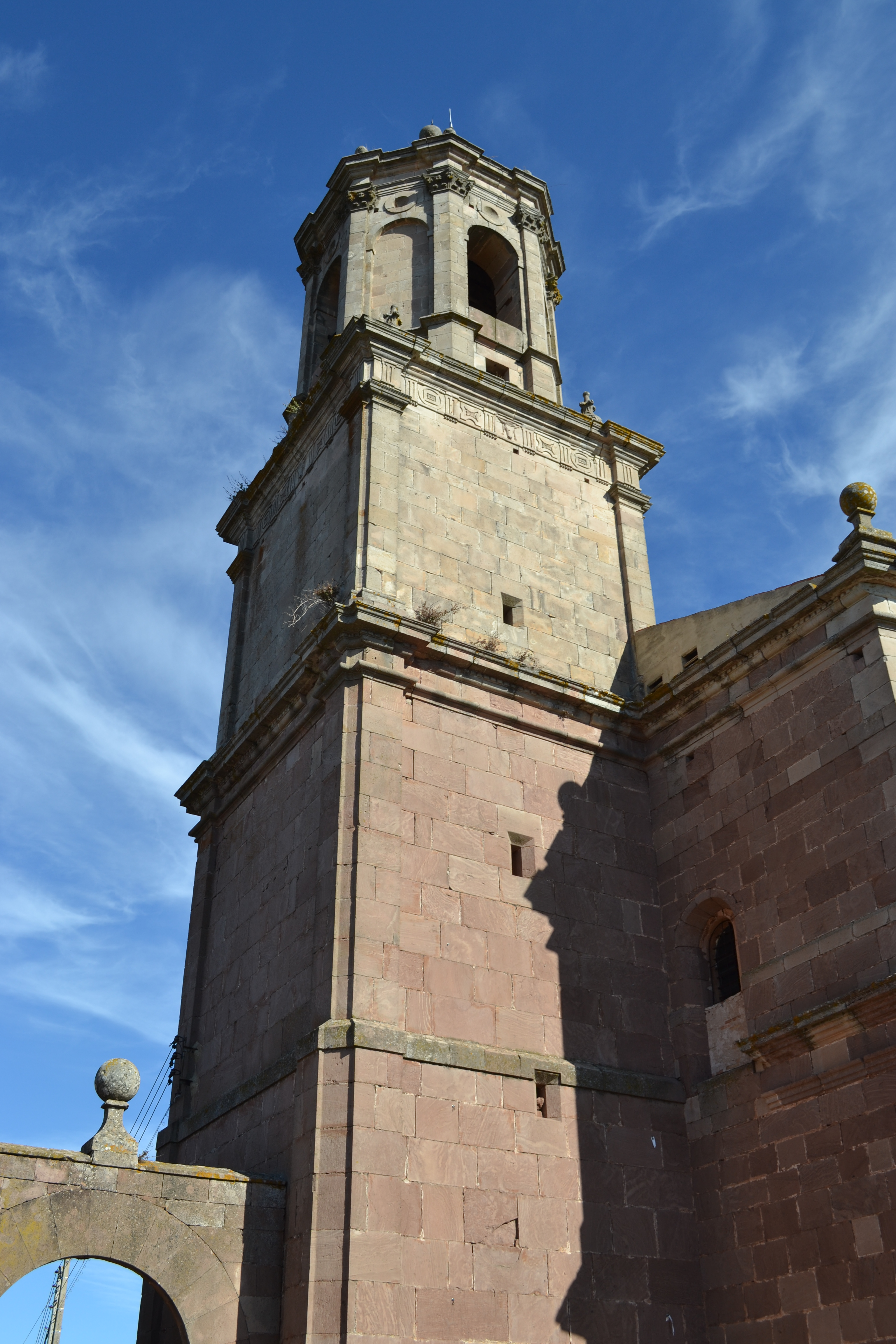
Torre en tres cuerpos empleando los órdenes clásicos
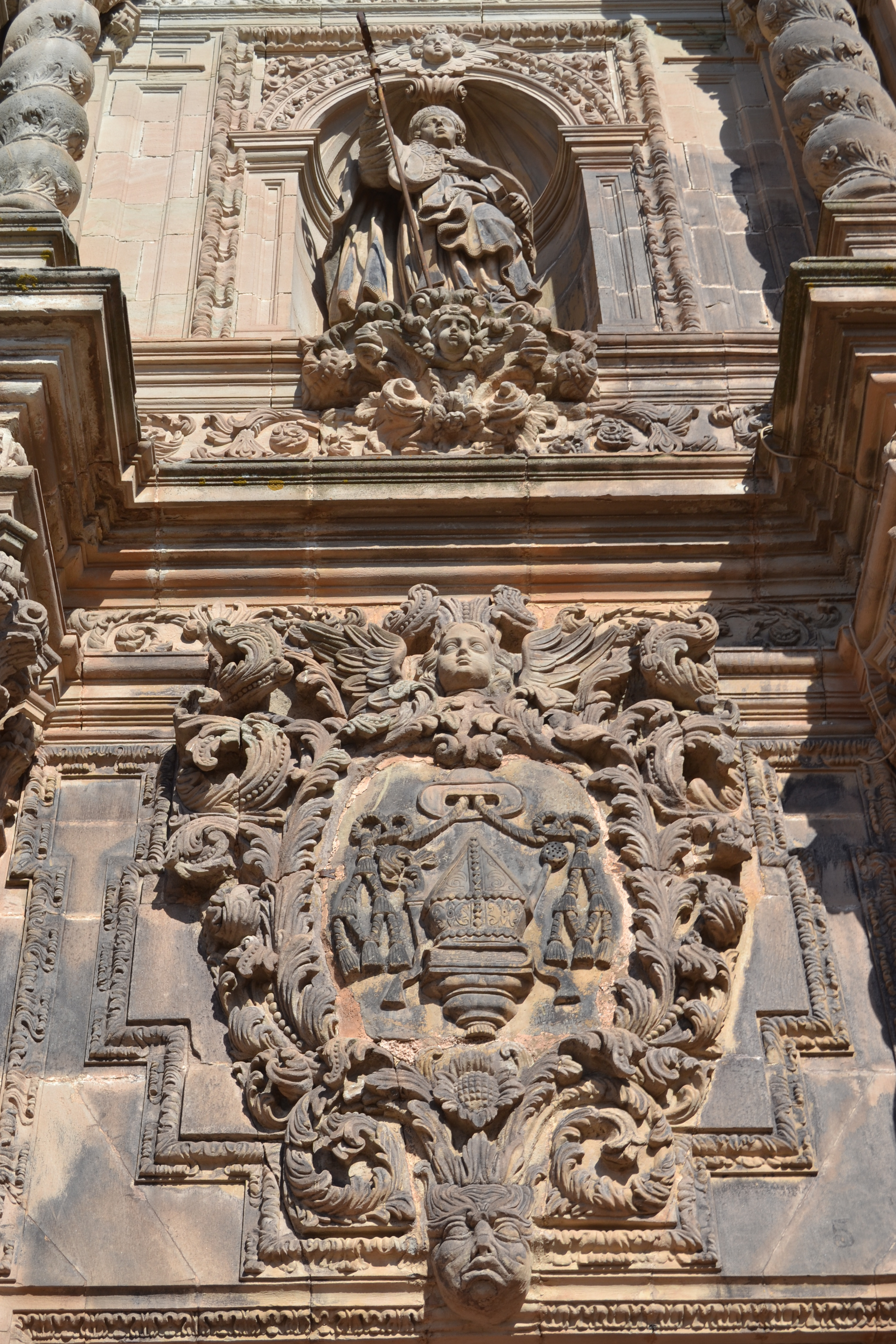
Detalle de la fachada

### Interior

#### Planta
La nave está dividida en cuatro tramos «con altos pedestales y capiteles compuestos de extraordinaria ejecución, asiento de una cornisa clásica» sobre la que descansa una bóveda de medio cañón con arcos fajones dobles y casetonados. El crucero es trebolado mientras que el ábside y los brazos son por dentro semicirculares mientras que se muestran poligonales por el exterior.

#### Retablos
En el crucero del templo se alojan tres retablos de estilo rococó, atribuidos a Silvestre de Soria y realizados entre 1765-1769 y dorados por Santiago Zuazo. El retablo mayor está presidido por el santo advocacional, colocado en una hornacina y sobre una peana que guarda la arqueta con los restos de San Gregorio Ostiense y el relicario de plata. Le acompañan dos santos muy jacobeos, Santo Domingo de la Calzada y San Juan de Ortega. Los otros dos retablos están presididos por San Isidro Labrador y San Joaquín. Las tres tallas principales son obra de Roberto Michel y están fechadas en 1768.

#### Otros elementos
Situados en los machones del crucero hay sendos púlpitos en hierro realizados en 1777 por Miguel Barrera, un rejero de Pamplona.

Interior de la basílica
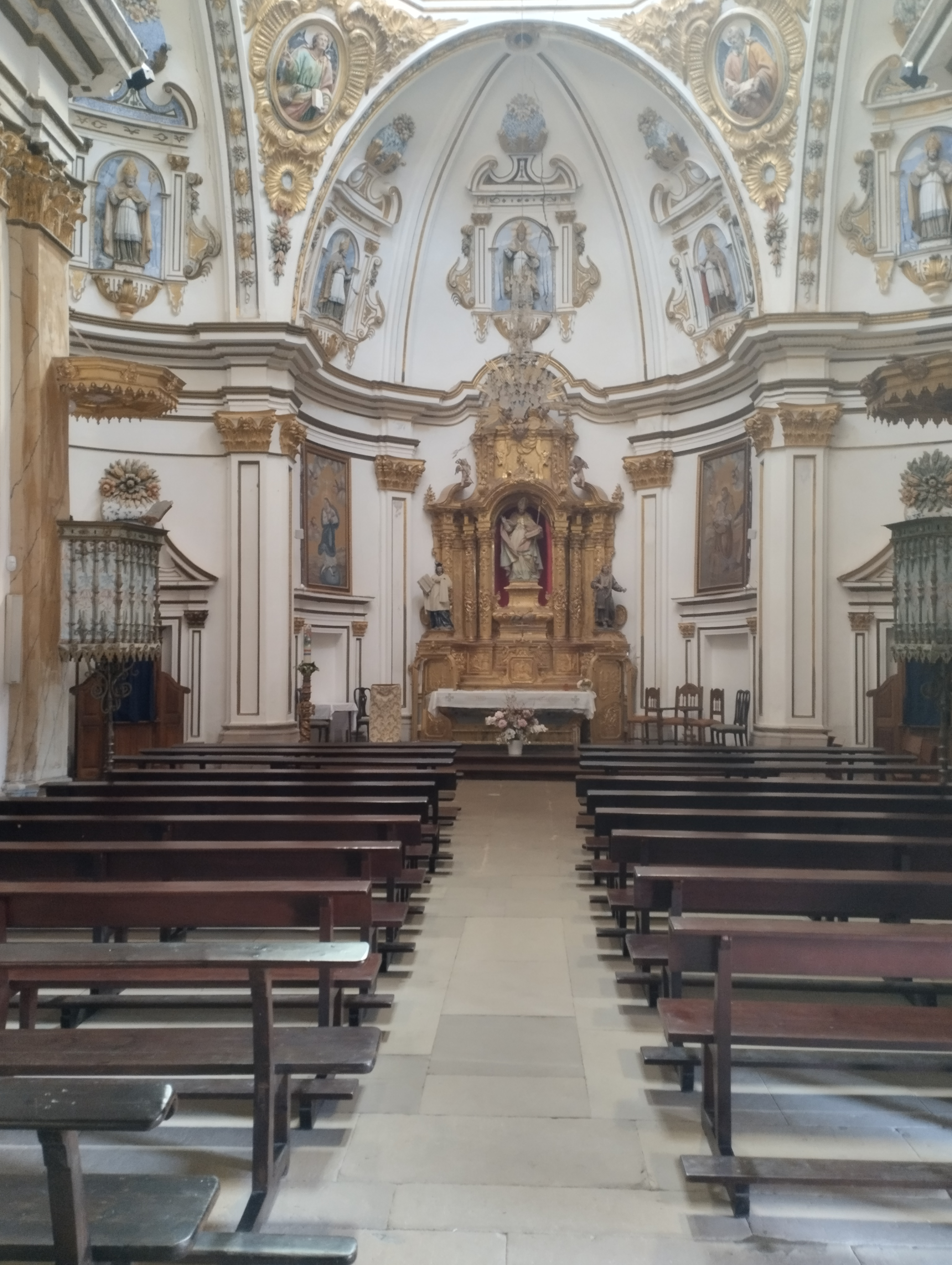
Presbiterio y retablo principal (S. XVIII)
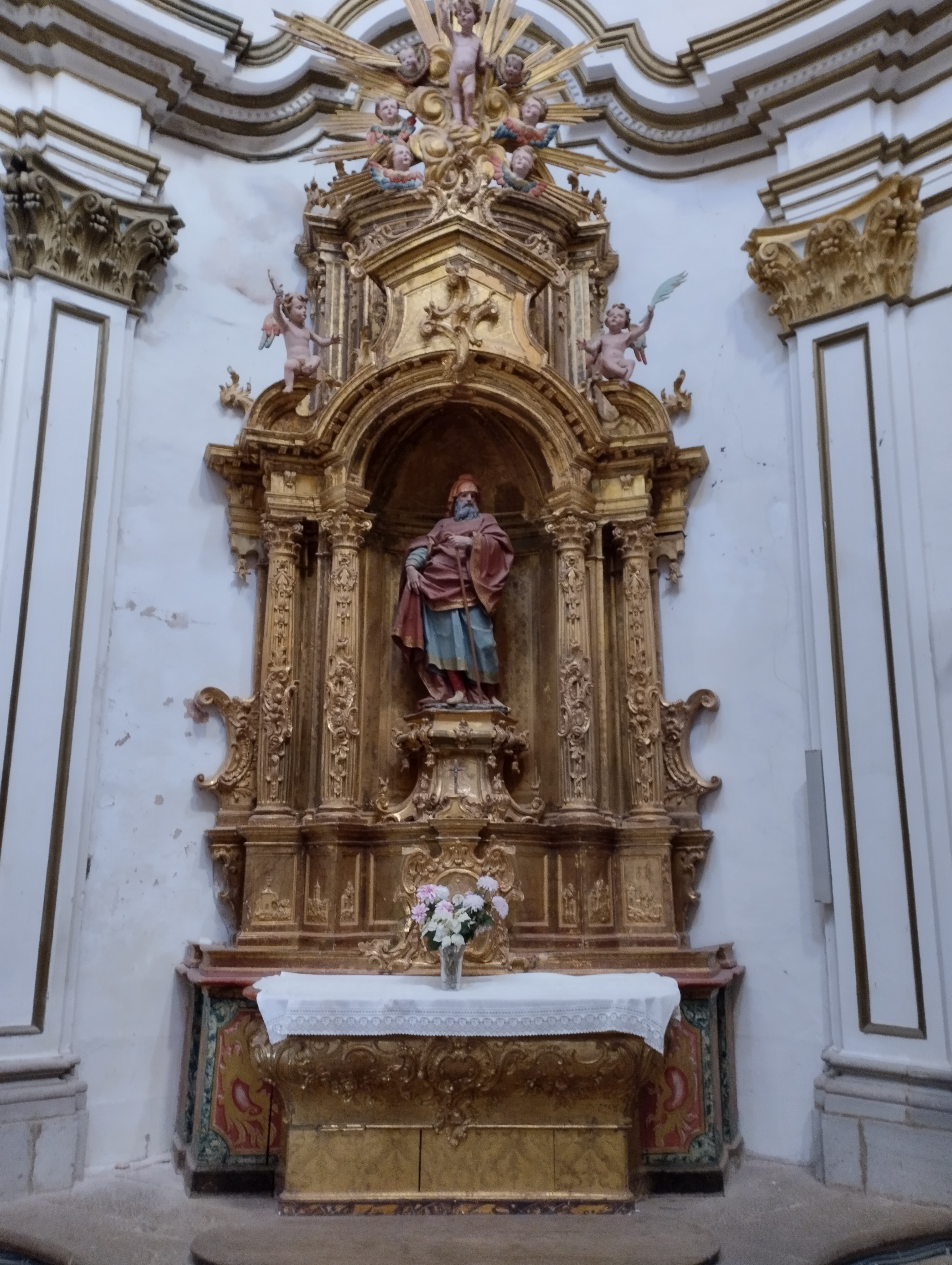
Retablo lateral de san Joaquín
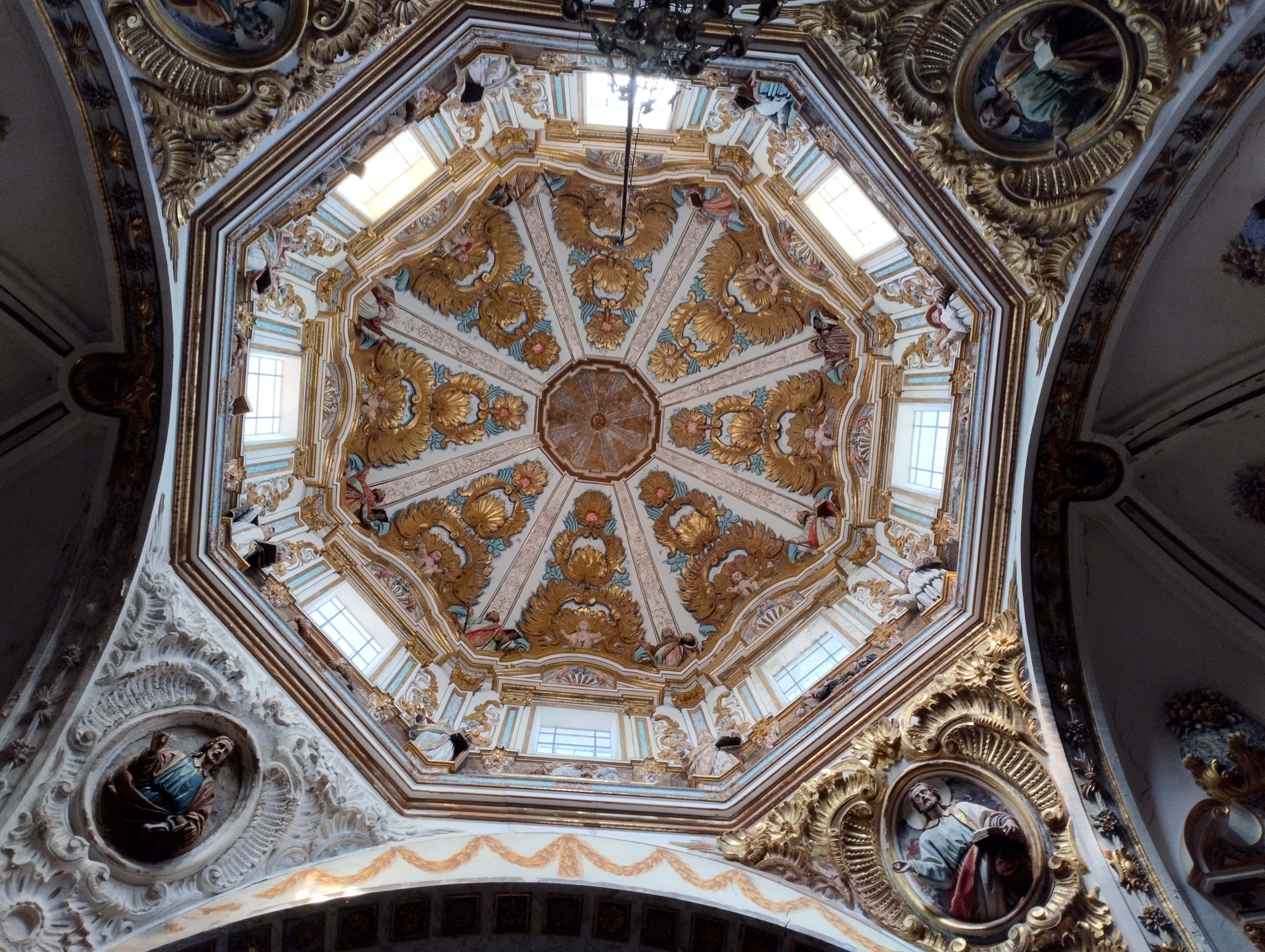
Cúpula del crucero
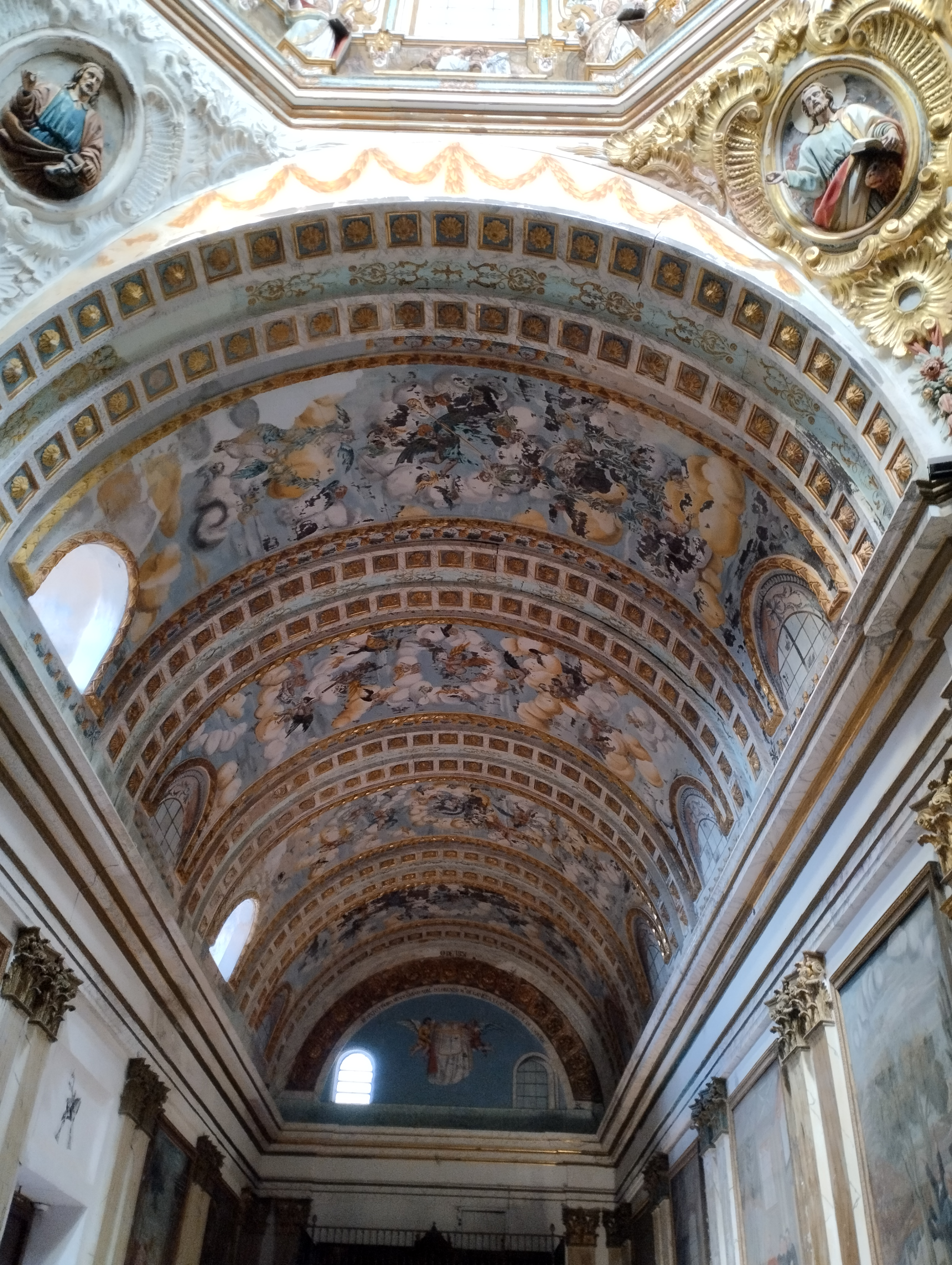
Bóveda de cañón de la nave
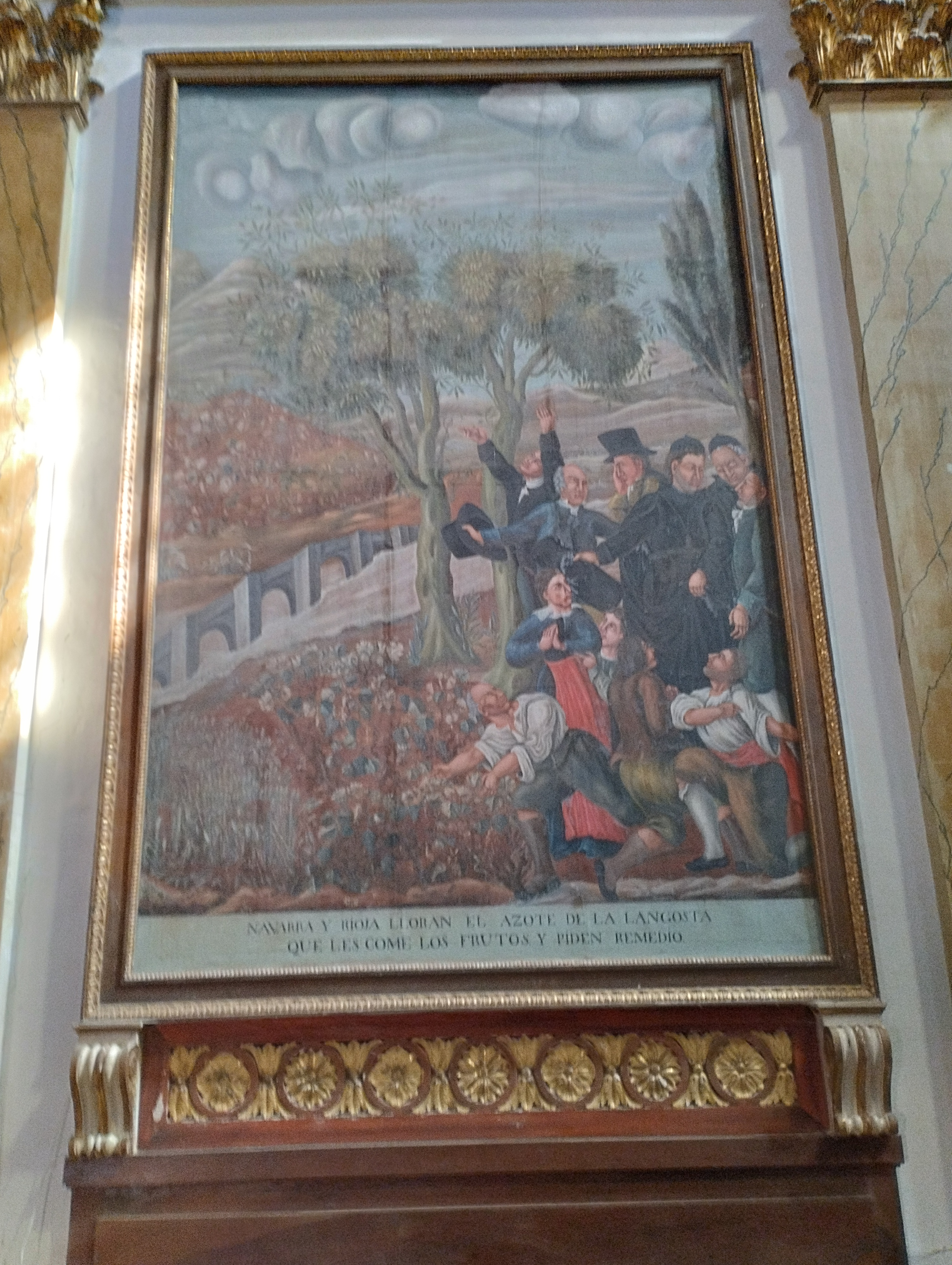
Pintura mural con el tema de la plaga de langosta
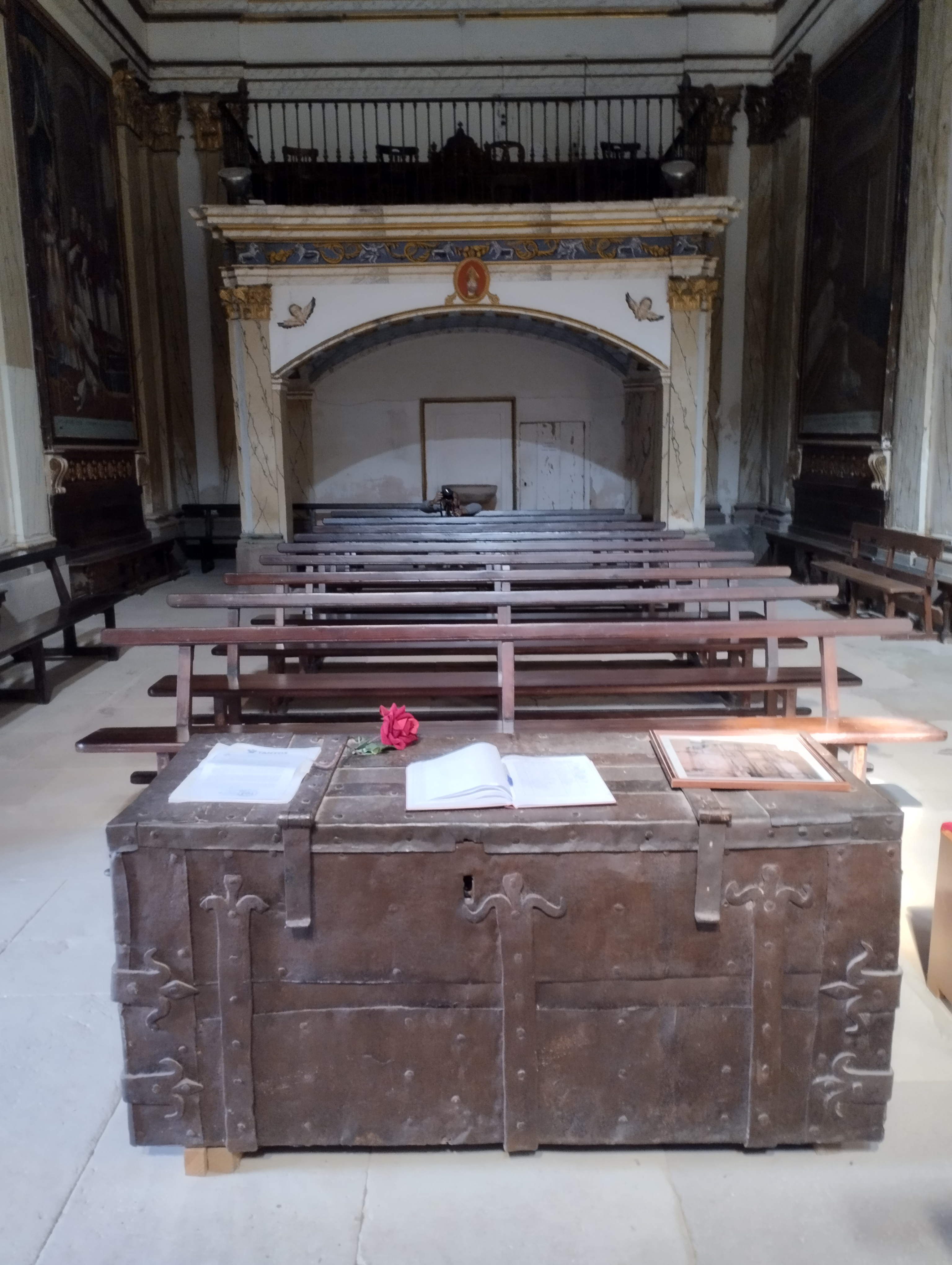
Arca para guardar las limosnas

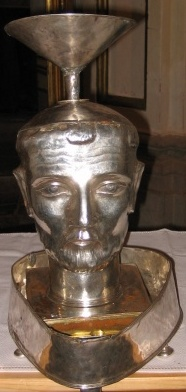
Cabeza relicario de S. Gregorio realizada en 1728

## Relicario
El relicario, una cabeza de plata, presenta orificios en la parte superior e inferior. Utilizando un embudo aplicado al agujero superior, el agua es vertida para ser recogida y empleada como remedio contra las plagas más habituales en el entorno agrícola así como en algunas enfermedades.
Son muchos los pueblos, de Navarra y de fuera, que enviaban emisarios al santuario en busca del agua. A cambio, con cada limosna, recibían la acreditación sobre la autenticidad del agua portada. Según acredita Gregorio Silanes Susaeta, «el biógrafo de san Gregorio, Andrés de Salazar, nos informa de 56 localidades de Navarra, La Rioja y Aragón que tenían hecho voto al santo y pagaban una cantidad a la “casa e iglesia de san Gregorio” por el agua bendecida para los campos.» Destaca «el voto que tenía hecho la ciudad de Tortosa, desde donde se venía expresamente a Sorlada en busca del agua bendecida. Muestra de la devoción de esa ciudad es el siguiente canto tortosino: "Resplandecen sus piedades / en compeler a la fuga / a la langosta y la oruga / y en dar lluvia en sequedades / y para las tempestades /sois el iris celestial: / Defendednos san Gregorio, / de langosta y todo mal". La importancia del santo en Cataluña era muy destacada, no sólo como protector del campo sino como advocación contra picaduras de insectos y males oculares de cualquier tipo.»